# Ophidiocephalus taeniatus
Ophidiocephalus taeniatus är en ödleart som beskrevs av Lucas och Frost 1897. Ophidiocephalus taeniatus är ensam i släktet Ophidiocephalus som ingår i familjen fenfotingar. IUCN kategoriserar arten globalt som sårbar. Inga underarter finns listade i Catalogue of Life.
Arten förekommer med två populationer i delstaterna Northern Territory respektive South Australia i Australien. Den norra populationen är kanske utdöd. Habitatet utgörs av torra områden med akacior och buskar. Individerna gräver i lövskiktet.